# Tịnh Biên
Tịnh Biên est une ville (thị trấn) du sud du Viêt Nam (ancienne Cochinchine) située dans le district de Tịnh Biên et le delta du Mékong. Elle appartient à la province d'An Giang.

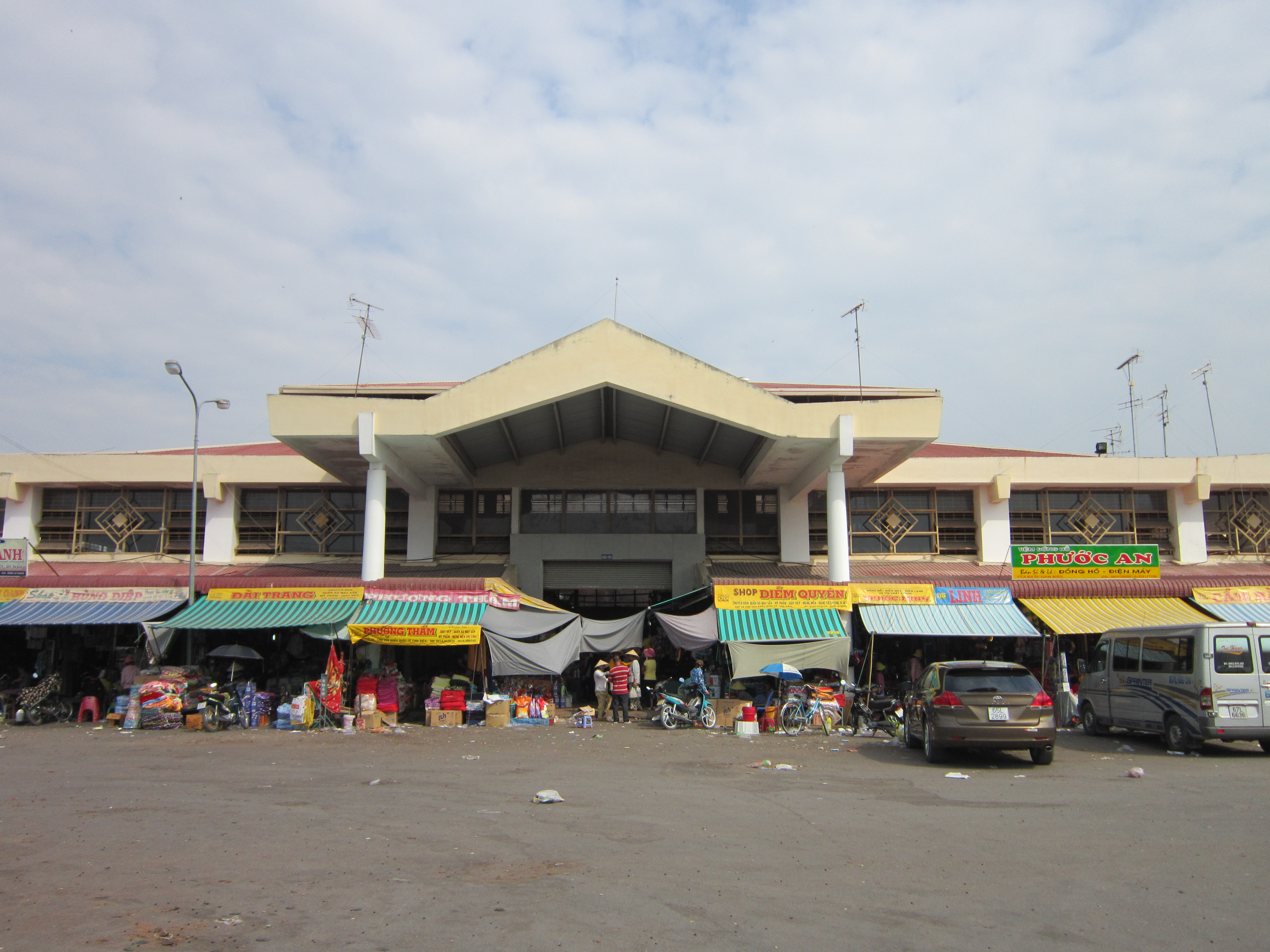
Vue du marché de Tịnh Biên en 2013